# Caligula's Horse
Caligula's Horse es una banda australiana de rock alternativo progresivo de Brisbane, Queensland. Sam Vallen y Jim Grey crearon esta banda a principios de 2011. Actualmente se compone del vocalista de Jim Grey, el guitarrista Sam Vallen, el guitarrista Adrian Goleby, el bajista y vocalista Dale Prinsse y el batería Josh Griffin. Caligula's Horse consiguió su primer éxito en 2015 con su álbum Bloom, logrando la posición 16 en el Australian Albums ARIA Chart y la posición 75 en la lista de éxitos mundiales. El álbum logró además el puesto 73 en la lista de éxitos de iTunes en Australia el 21 de octubre de 2015.
De forma independiente lanzaron en primer lugar su primer álbum, Moments from Ephemeral City  (2011), y después su EP Colossus (2011) antes de fichar por Welkin Records y lanzar su segundo álbum The Tide, the Thief & River's End (2013). Posteriormente la banda fichó por Inside Out Music para lanzar en 2015 su álbum Bloom.

## Historia

### Formación yMoments from Empeheral City / Colossus(2011)
A comienzos de 2011 Sam Vallen y Jim Grey crearon Caligula's Horse. Jim Grey, estudiante por aquel entonces de Historia Antigua y Lenguas Clásicas en la universidad, puso ese nombre a la banda en memoria del caballo Incitatus, posesión preciada del emperador Calígula. Al principio, Grey era el vocalista y Vallen tocaba varios instrumentos. Su primer álbum, Moments from Ephemeral City, fue lanzado de forma independiente el 2 de abril de 2011. Vallen se encargó de la composición, las guitarras, la producción, la grabación y la masterización. La banda inicialmente no podría decidir si para continuar o no, pero después de la respuesta en línea para su álbum decidieron que tendrían que expandir su lineup para espectáculos vivos. El lineup expandió para incluir Zac Greensill, Geoff irlandés y Dave Couper. Para exhibir su nuevo lineup un dos-seguir EP el coloso estuvo liberado en septiembre de 2011.

### The Tide, the Thief & River's End(2013)
A mediados de 2012 la banda entró en estudio para comenzar la grabación de su segundo disco. Lanzaron su álbum The Tide, the Thief & River's End el 13 de octubre de 2013 a través de Welkin Records. Este disco era un álbum conceptual y las canciones están organizadas con base en un orden cronológico. Estas cuentan la historia del alzamiento de rebeldes, "The Tide", en la ciudad de "River's End", y la aventura que corre la gente oprimida que busca un refugio que guarda similitudes con la ciudad antigua y la ciudad nueva. "The Thief" es el único personaje presente desde el principio hasta el final.
La banda hizo una gira importante por Australia tras publicar el álbum y cobraron fama por sus conciertos llenos de energía y presencia escénica. La banda participó en el Progfest Sydney 2013 y en el Progfest Melbourne 2014. Giraron con bandas como Opeth, Mastodon, The Dillinger Escape Plan, Protest the Hero, The Ocean, Firewind, Twelve Foot Ninja y Ne Obliviscaris.

### Bloom(2015)
Después de su segundo álbum llamaron la atención de una discográfica, Inside Out Music, y ficharon con ellos para lanzar su tercer álbum. Antes de este lanzamiento la banda giró por Australia con TesseracT y tocaron varios éxitos y algunos temas de Bloom. Bloom vio la luz el 16 de octubre de 2015 y en su primera semana en las listas ARIA logró el puesto 16 en la lista australiana y el 75 en la lista mundial. Además obtuvo el puesto 73 en la lista iTunes de Australia en su primera semana. La carátula del álbum fue diseñada por Chris Stevenson-Mangos, quien recibió el encargo de crear «algo colorido y vibrante, de diseño circular (sin bordes duros) semejante al de una vidriera y con imaginería de naturaleza».
Lanzaron un videoclip del tema "Firelight", perteneciente a Bloom.
Caligula's Horse giró por Europa con Shining en octubre y en noviembre de 2015.
Sam Vallen y Zac Greensill fueron nominados por los lectores de Total Guitar al premio para el mejor guitarrista de rock progresivo 2015.
El 30 de mayo de 2016 anunciaron que Geoff Irish había dejado la banda. 

## Estilo musical e influencias
La banda se cataloga como «rock alternativo progresivo» con elementos de rock progresivo y metal progresivo.

## Miembros de banda
Miembros actuales
- Jim Grey – vocalista (2011–presente)
- Sam Vallen – guitarra principal (2011–presente)
- Dale Prinsse – bajo, coros (2019–presente)
- Josh Griffin – batería (2016–presente)

Antiguos miembros
- Geoff Irish - batería (2011–2016)
- Zac Greensill – guitarra, coros (2011–2017)
- Dave Couper – bajo, coros (2011–2018)
- Adrian Goleby – guitarra (2017–2021)

## Discografía
Álbumes de estudio
- Moments from Ephemeral City (2011)
- The Tide, the Thief & River's End(2013)
- Bloom (2015)
- In contact (2017)
- Rise Radiant (2020)
- Charcoal Grace (2024)

EPs
- Colossus (2011)